# Европско првенство у атлетици у дворани 2019 — скок удаљ за жене
Такмичење у скоку удаљ у женској конкуренцији на 35. Европском првенству у дворани 2019. у Глазгову одржано је 2. и 3. марта у Емиратес арени.
Титулу освојену у Београду 2017. одбранила је Ивана Шпановић из Србије. То је била њена трећа узастопна златна медаља.

## Земље учеснице
Учествовало је 18 такмичарки из 12 земаља.
1. Белгија (1)
2. Белорусија (1)
3. Исланд (1)
4. Италија (2)
5. Летонија (2)
6. Мађарска (1)
7. Немачка (1)
8. Румунија (2)
9. Србија (2)
10. Уједињено Краљевство (3)
11. Украјина (1)
12. Француска (1)
13. Шпанија (1)

## Рекорди
| Рекорди пре почетка Европског првенства 2019.     | Рекорди пре почетка Европског првенства 2019. | Рекорди пре почетка Европског првенства 2019. | Рекорди пре почетка Европског првенства 2019. | Рекорди пре почетка Европског првенства 2019. | Рекорди пре почетка Европског првенства 2019. |
| ------------------------------------------------- | --------------------------------------------- | --------------------------------------------- | --------------------------------------------- | --------------------------------------------- | --------------------------------------------- |
| Светски рекорд                                    | Хајке Дрекслер                                | Источна Немачка                               | 7,37                                          | Беч, Аустрија                                 | 13. фебруар 1988.                             |
| Европски рекорд                                   | Хајке Дрекслер                                | Источна Немачка                               | 7,37                                          | Беч, Аустрија                                 | 13. фебруар 1988.                             |
| Рекорди европских првенстава                      | Хајке Дрекслер                                | Источна Немачка                               | 7,30                                          | Беч, Аустрија                                 | 5. март 1988.                                 |
| Најбољи светски резултат сезоне у дворани         | Малајка Михамбо                               | Немачка                                       | 6,99                                          | Берлин, Немачка                               | 1. фебруар 2019.                              |
| Најбољи европски резултат сезоне у дворани        | Малајка Михамбо                               | Немачка                                       | 6,99                                          | Берлин, Немачка                               | 1. фебруар 2019.                              |
| Рекорди после завршеног Европског првенства 2019. |                                               |                                               |                                               |                                               |                                               |
| Најбољи светски резултат сезоне у дворани         | Ивана Шпановић                                | Србија                                        | 6,99                                          | Глазгов, Уједињено Краљевство                 | 3. март 2019.                                 |
| Најбољи европски резултат сезоне у дворани        | Ивана Шпановић                                | Србија                                        | 6,99                                          | Глазгов, Уједињено Краљевство                 | 3. март 2019.                                 |

## Најбољи европски резултати у 2019. години
Десет најбољих европских такмичарки у скоку удаљ у дворани 2019. године пре почетка првенства (1. марта 2019), имале су следећи пласман на европској и светској ранг листи. (СРЛ)
| 1.  | Малајка Михамбо            | Немачка    | 6,99 | 10. фебруар | 1. СРЛ  |
| 2.  | Ивана Шпановић             | Србија     | 6,92 | 20. фебруар | 2. СРЛ  |
| 3.  | Марина Бек-Романчук        | Украјина   | 6,85 | 8. фебруар  | 3. СРЛ  |
| 4.  | Алина Ротару               | Румунија   | 6,70 | 7. фебруар  | 4. СРЛ  |
| 5.  | Настасија Мирончук-Иванова | Белорусија | 6,67 | 10. фебруар | 5. СРЛ  |
| 6.  | Khaddi Sagnia              | Шведска    | 6,64 | 4. фебруар  | 6. СРЛ  |
| 7.  | Јелена Соколова            | Русија     | 6,63 | 14. фебруар | 7. СРЛ  |
| 8.  | Јекатерина Конева          | Русија     | 6,60 | 18. фебруар | 8. СРЛ  |
| 8.  | Елоаз Лезије               | Француска  | 6,60 | 10. фебруар | 8. СРЛ  |
| 8.  | Тања Виченцино             | Италија    | 6,60 | 16. фебруар | 8. СРЛ  |
|     |                            |            |      |             |         |
| 17. | Милица Гардашевић          | Србија     | 6,52 | 19. јануар  | 17. СРЛ |

Такмичарке чија су имена подебљана учествовале су на ЕП.

## Сатница
| Датум         | Време | Ниво          |
| ------------- | ----- | ------------- |
| 2. март 2019. | 10:00 | Квалификације |
| 3. март 2019. | 18.00 | Финале        |

Сва времена су по локалном времену (UTC+1)

## Квалификациона норма
| дворана | на отвореном |
| ------- | ------------ |
| 6,50 м  |              |

## Освајачи медаља
| Освајачи медаља |                            |                     |  |  |  |  |
|                 |                            |                     |  |  |  |  |
|                 |                            |                     |  |  |  |  |
|                 |                            |                     |  |  |  |  |
| Ивана Шпановић  | Настасија Мирончук-Иванова | Марина Бек-Романчук |  |  |  |  |
| Србија          | Белорусија                 | Украјина            |  |  |  |  |

## Резултати

### Квалификације
Такмичење је одржано 2. марта 2019. године у 10:00. Квалификациона норма за пласман 8 такмичарки у финале износила је 6,60 метара (КВ). Норму су испуниле 6 такмичарки, (КВ) а 2 су се пласирале на основу постигнутог резултата (кв).,
| Пласман | Атлетичарка                | Земља                | ЛР   | ЛРС  | #1   | #2   | #3   | Резултат | Белешка |
| ------- | -------------------------- | -------------------- | ---- | ---- | ---- | ---- | ---- | -------- | ------- |
| 1.      | Ивана Шпановић             | Србија               | 7,24 | 6,92 | 6,79 |      |      | 6,79     | КВ      |
| 2.      | Марина Бек-Романчук        | Украјина             | 6,85 | 6,85 | 6,57 | 6,78 |      | 6,78     | КВ      |
| 3.      | Настасија Мирончук-Иванова | Белорусија           | 6,84 | 6,67 | 6,77 |      |      | 6,77     | КВ, ЛРС |
| 4.      | Малајка Михамбо            | Немачка              | 6,99 | 6,99 | 6,74 |      |      | 6,74     | КВ      |
| 5.      | Тања Виченцино             | Италија              | 6,60 | 6,60 | 6,51 | 6,68 |      | 6,68     | КВ, ЛР  |
| 6.      | Алина Ротару               | Румунија             | 6,74 | 6,70 | 6,45 | 6,66 |      | 6,66     | КВ      |
| 7.      | Флорентина Маринку         | Румунија             | 6,79 | 6,43 | 6,52 | 6,45 | −    | 6,52     | кв, ЛРС |
| 8.      | Абигејл Ирозуру            | Уједињено Краљевство | 6,73 | 6,59 | 6,45 | 6,32 | 6,50 | 6,50     | кв      |
| 9.      | Фатима Диаме               | Шпанија              | 6,54 | 6,54 | 6,25 | x    | 6,46 | 6,46     |         |
| 10.     | Мара Грива                 | Летонија             | 6,41 | 6,41 | 6,37 | x    | 6,41 | 6,41     | =ЛР     |
| 11.     | Милица Гардашевић          | Србија               | 6,52 | 6,52 | 6,30 | x    | 6,41 | 6,41     |         |
| 12.     | Лаура Страти               | Италија              | 6,59 | 6,58 | 6,35 | x    | 6,40 | 6,40     |         |
| 13.     | Елоаз Лезије               | Француска            | 6,90 | 6,60 | 6,22 | 6,37 | 6,31 | 6,37     |         |
| 14.     | Јахиша Томас               | Уједињено Краљевство | 6,50 | 6,50 | 6,33 | 6,20 | 6,34 | 6,34     |         |
| 15.     | Лаума Грива                | Летонија             | 6,53 | 6,35 | 6,34 | 6,29 | 6,16 | 6,34     |         |
| 16.     | Хафдис Сигурдардотир       | Исланд               | 6,54 | 6,49 | x    | 6,25 | 6,34 | 6,34     |         |
| 17.     | Анастазиа Нгуиен           | Мађарска             | 6,51 | 6,51 | x    | 6,28 | x    | 6,28     |         |
| 17.     | Џасмин Сајерс              | Уједињено Краљевство | 6,71 | 6,36 | x    | x    | 6,28 | 6,28     |         |
|         | Хане Мауденс               | Белгија              | 6,53 | 6,53 | НС   |      |      |          |         |

Подебљани лични рекорди су и национални рекорди земље коју атлетичарка представља

### Финале
Такмичење је одржано 3. марта 2019. године у 18:00.,
| Пласман | Атлетичарка                | Земља                | #1   | #2   | #3   | #4   | #5   | #6   | Резултат | Белешка    |
| ------- | -------------------------- | -------------------- | ---- | ---- | ---- | ---- | ---- | ---- | -------- | ---------- |
|         | Ивана Шпановић             | Србија               | 6,90 | 6,72 | 6,80 | 6,78 | 6,99 | -    | 6,99     | =СРС, =ЕРС |
|         | Настасија Мирончук-Иванова | Белорусија           | 6,93 | x    | 6,89 | 6,77 | x    | x    | 6,93     | ЛР         |
|         | Марина Бек-Романчук        | Украјина             | x    | x    | 6,63 | 6,84 | 6,75 | 6,62 | 6,84     |            |
| 4.      | Малајка Михамбо            | Немачка              | 6,82 | x    | x    | 6,83 | x    | x    | 6,83     |            |
| 5.      | Алина Ротару               | Румунија             | 6,36 | x    | 6,64 | 6,57 | x    | 6,59 | 6,64     |            |
| 6.      | Тања Виченцино             | Италија              | 6,42 | 6,01 | 6,40 | 6,41 | 6,58 | 6,50 | 6,58     |            |
| 7.      | Абигејл Ирозуру            | Уједињено Краљевство | 6,41 | x    | 6,50 | x    | 6,37 | 6,35 | 6,50     |            |
| 8.      | Флорентина Маринку         | Румунија             | x    | x    | 6,39 | 6,28 | 6,49 | x    | 6,49     |            |